# ATHENA
ATHENA, також відомий як експеримент AD-1, був дослідницьким проектом антиматерії в антипротонному сповільнювачі в CERN, Женева. У серпні 2002 року це був перший експеримент із отримання 50 000 низькоенергетичних атомів антиводню, як повідомлялося в Nature. У 2005 році ATHENA був розформований, і багато колишніх членів дослідницької групи працювали над наступним експериментом ALPHA.

## Експериментальна установка

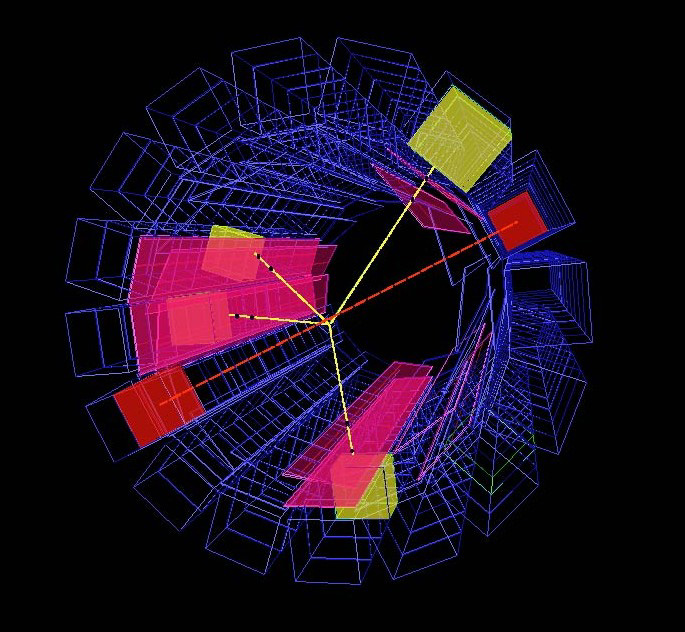
Справжня анігіляція матерії-антиматерії за рахунок атома антиводню в експерименті ATHENA. Антипротон створює чотири заряджені піони (жовті), положення яких визначаються мікросмужками кремнію (рожеві), перед тим, як вкласти енергію в кристали CsI (жовті кубики). Позитрон також анігілює, утворюючи послідовні гамма-промені (червоні).

Апарат ATHENA складався з чотирьох основних підсистем: пастки захоплення антипротонів, накопичувача позитронів, пастки змішування антипротонів/позитронів і детектора анігіляції антиводню. Усі пастки в експерименті були варіаціями пастки Пеннінга, яка використовує аксіальне магнітне поле для поперечного утримання заряджених частинок і ряд порожнистих циліндричних електродів для їх аксіального уловлювання. Пастки захоплення та змішування були розташовані поруч одна з одною та коаксіальні з магнітним полем 3 Тл від надпровідного соленоїда.
Позитронний акумулятор має власну магнітну систему, а також соленоїд з силою поля 0,14 Тесла. Окремий кріогенний теплообмінник у отворі надпровідного магніту охолоджував уловлювачі та змішувальні пастки приблизно до 15 К. Апарат ATHENA мав відкриту модульну конструкцію, яка дозволяла гнучкість експериментів, особливо при введенні великої кількості позитронів у апарат.

### Уловлююча пастка
Уловлююча пастка сповільнювала, захоплювала, охолоджувала та накопичувала антипротони. Для охолодження антипротонів у пастку-уловлювач спочатку завантажували 3×108 електронів, які охолоджували синхротронним випромінюванням у магнітному полі 3 Тесла. Як правило, AD доставляв в експеримент 2×107 антипротонів з кінетичною енергією 5,3 МеВ і тривалістю імпульсу 200 нс з інтервалом 100 с. Антипротони були уповільнені в тонкій фользі та захоплені за допомогою імпульсного електричного поля. Антипротони втратили енергію і врівноважилися з холодними електронами завдяки кулонівській взаємодії. Електрони викидалися перед змішуванням антипротонів з позитронами. Кожен постріл AD давав приблизно 3×103 холодних антипротонів для експериментів взаємодії.

### Позитронний акумулятор
Акумулятор позитронів сповільнював, захоплював і накопичував позитрони, випромінювані радіоактивним джерелом (1,4×109 Бк 22Na). Протягом 300 с накопичується 2,5×108 позитронів, 50 % яких перенесено в пастку змішування, де вони охолоджуються синхротронним випромінюванням.

### Змішувальна пастка
Змішувальна пастка мала аксіальну конфігурацію потенціалу вкладеної пастки Пеннінга, яка дозволяла двом плазмам протилежного заряду вступати в контакт. У ATHENA сфероїдальна позитронна хмара може характеризуватися збудженням і виявленням аксіальних коливань плазми. Типовими умовами були: 7 збережених позитронів, радіус 2–2,5 мм, довжина 32 мм, а максимальна щільність 2.5×108 cm−3 Коаксіально області змішування, між зовнішнім радіусом пастки та отвором магніту, був розташований детектор анігіляції антиводню.

### Детектор анігіляції антиводню
Детектор був розроблений, щоб забезпечити однозначні докази створення антиводню шляхом виявлення часових і просторових збігів анігіляції антипротона та позитрона, коли нейтральний атом антиводню вирвався з електромагнітної пастки та вдарився об електроди пастки. Антипротон зазвичай анігілює на кілька заряджених або нейтральних піонів. Заряджені піони були виявлені двома шарами двосторонніх, чутливих до позиції кремнієвих мікросмужок. Шлях зарядженої частинки, що проходить через обидва шари, можна було реконструювати, а дві або більше доріжок, що перетинаються, дозволили визначити положення, або вершину, анігіляції антипротона. Похибка у визначенні вершини становила приблизно 4 мм і домінує невиміряна кривизна траєкторій заряджених піонів у магнітному полі. Вікно збігу в часі становило приблизно 5 мікросекунд. Охоплення тілесним кутом області взаємодії становило близько 80 % від 4π.
Позитрон, анігілюючи з електроном, дає два або три фотони. Позитронний детектор, що складається з 16 рядів, кожен з яких містить 12 сцинтилюючих чистих кристалів йодиду цезію, був розроблений для виявлення двофотонних подій, що складаються з двох фотонів з енергією 511 кеВ, які завжди випромінюються один за одним. Енергетична роздільна здатність детектора становила 18 % повної ширини напівмаксимуму при 511 кеВ, а ефективність виявлення фотопіка для окремих фотонів становила близько 20 %. Максимальна швидкість зчитування всього детектора становила близько 40 Гц. Допоміжні детектори включали великі сцинтиляторні лопаті поза магнітом і тонкий, чутливий до позиції кремнієвий діод, через який падаючий промінь антипротонів проходив перед тим, як потрапити в пастку для захоплення.
Для отримання атомів антиводню позитронна яма в області змішування була заповнена приблизно 7×107 позитронів і охолоджена до температури навколишнього середовища (15 градусів Кельвіна). Потім навколо позитронної ями була сформована вкладена пастка. Далі приблизно 104 антипротони були запущені в область змішування шляхом переміщення пастки від однієї потенційної конфігурації до іншої. Час перемішування становить 190 с, після чого всі частинки скидають і процес повторюють. Події, що запускають кремнієвий детектор для формування зображення (три сторони влучають у зовнішній шар), ініціюють зчитування як кремнієвого, так і CsI-модулів.
Використовуючи цей метод, у 2002 році ATHENA вперше змогла виробити кілька тисяч холодних атомів антиводню. .

## Колаборація ATHENA

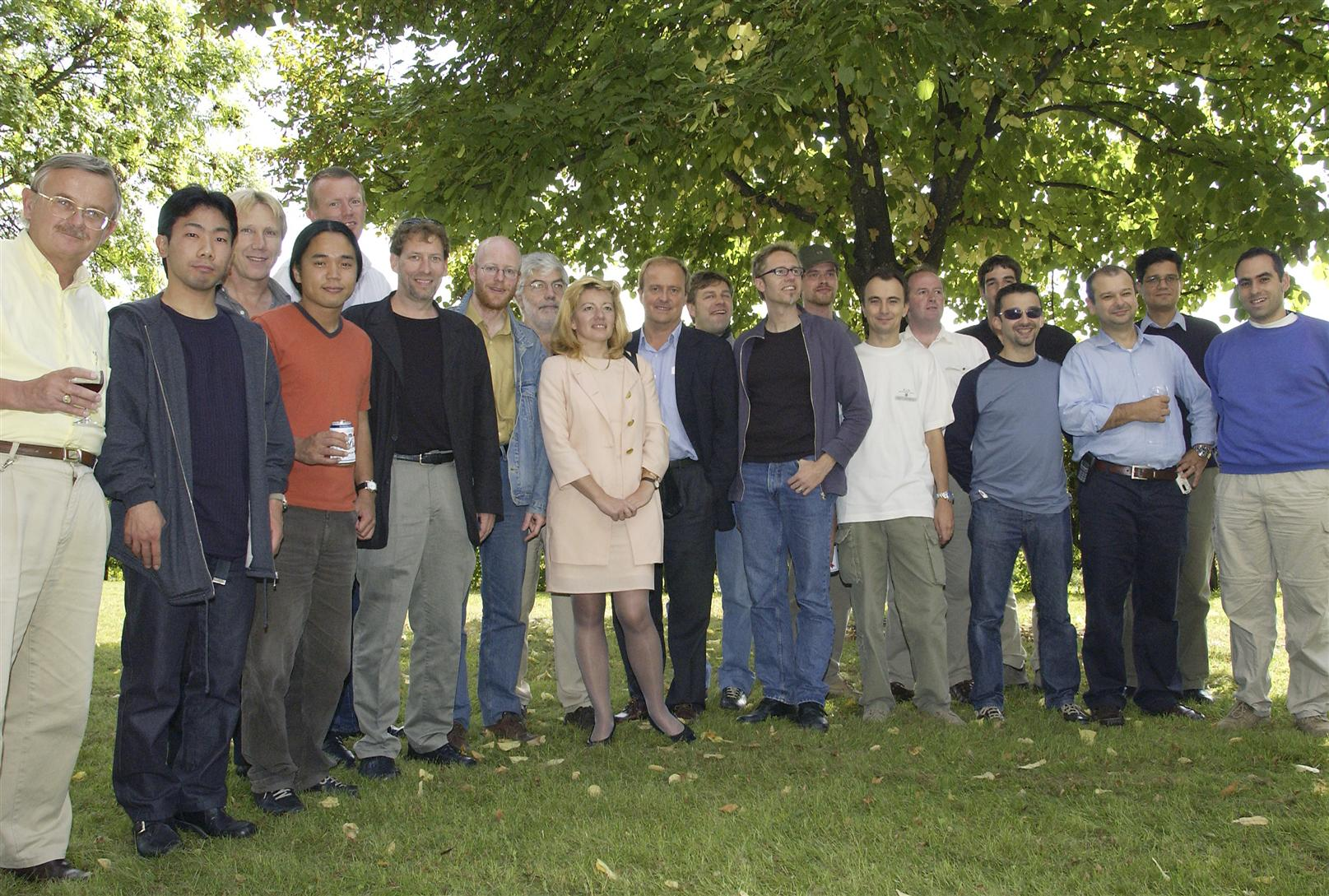
Члени колаборації ATHENA зібралися, щоб відсвяткувати успішне виробництво тисяч атомів антиводню 20 вересня 2002 року.

Співпраця ATHENA включала такі установи:
- Орхуський університет, Данія
- Університет Брешія[en], Італія
- CERN
- Генуезький університет, Італія
- Павійський університет, Італія
- RIKEN[en], Японія
- Федеральний університет Ріо-де-Жанейро, Бразилія
- Університет Суонсі[en], Великобританія
- Токійський університет, Японія
- Цюрихський університет, Швейцарія
- Національний інститут ядерної фізики, Італія